# 브워다바군

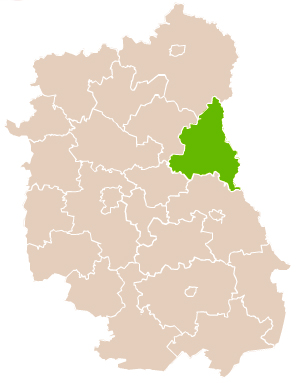
루블린주 지도에 표시된 브워다바군의 위치

브워다바군(폴란드어: powiat włodawski)은 폴란드 루블린주에 위치한 군으로 군청 소재지는 브워다바이며 면적은 1,256.27km2, 인구는 38,524명(2019년 기준), 인구 밀도는 31명/km2이다.
남쪽으로는 헤움군, 서쪽으로는 웽치나군, 파르체프군, 북쪽으로는 비아와군과 접하며 동쪽으로는 벨라루스, 우크라이나와 국경을 접한다. 8개 지방 자치체(1개 도시, 7개 농촌)를 관할한다.

군기
군 문장